# Van Assendelft de Coningh (geslacht)
Van Assendelft de Coningh (aanvankelijk: De Coningh) is een uit Middelharnis afkomstig geslacht.

## Geschiedenis

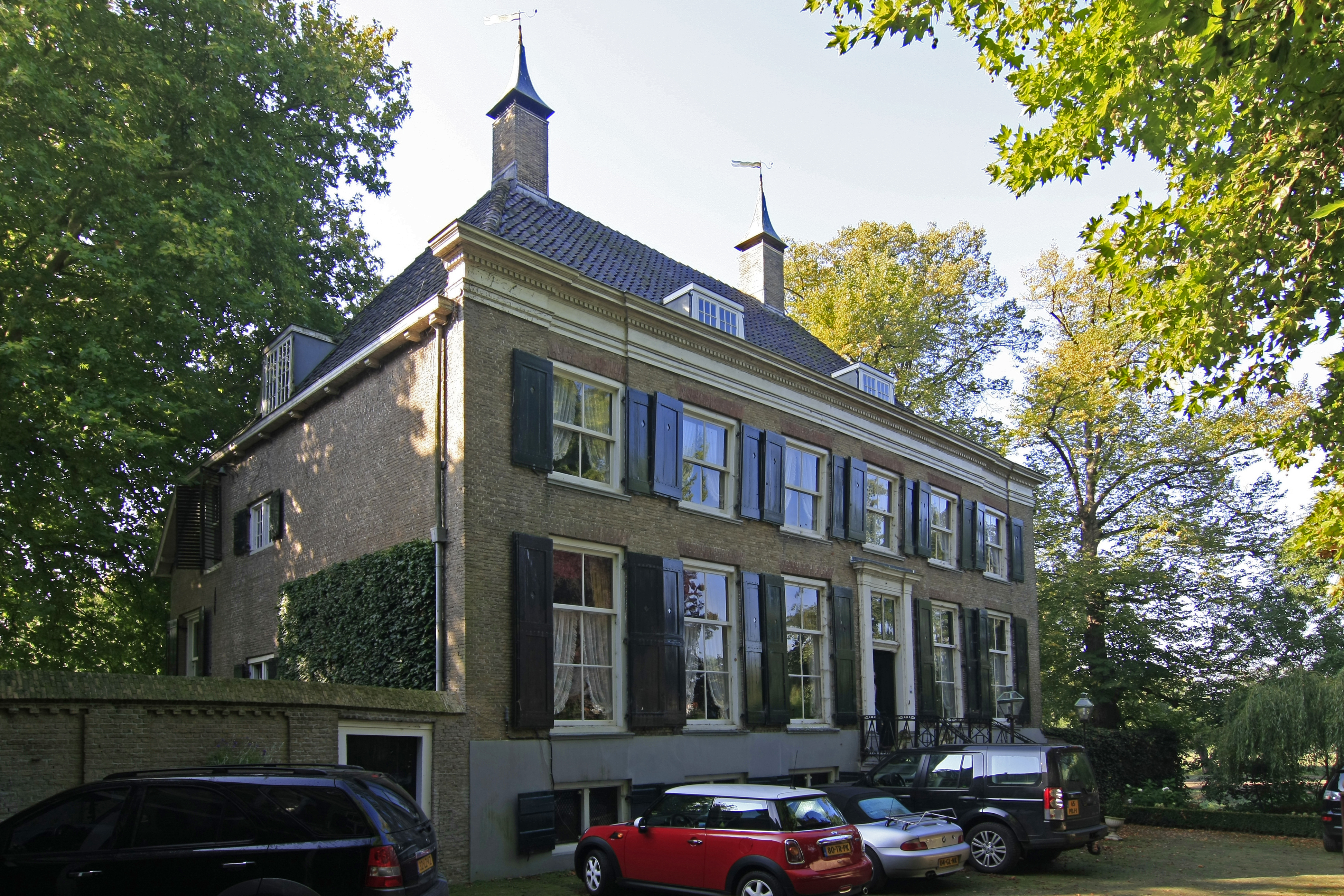
Hof van Moerkerken

De stamreeks begint met Andries Jansz. Coningh die geboortig was van Middelharnis en tuinder werd in Maassluis en in 1640 voor de tweede maal huwde. Zijn achterkleinzoon was de eerste bestuurder van het geslacht. Deze laatste verwierf in 1765 de heerlijkheid Mijnsheerenland van Moerkerken. Hij trouwde in 1743 met Aagje van Assendelft (1720-1747) waarna nageslacht de naam Van Assendelft de Coningh aannam. Het geslacht werd in 1942 opgenomen in het genealogische naslagwerk Nederland's Patriciaat.

## Enkele telgen
Ary de Coningh, heer van Mijnsheerenland van Moerkerken en van Groeneveld (1712-1784), schout, secretaris, notaris, rentmeester en gaardermeester van Mijnsheerenland van Moerkerken
- Anna de Coningh (1745-1793); trouwde in 1774 met mr. Pompejus Hoeufft (1740-1783), secretaris, daarna oud-raad van Dordrecht; trouwde in 1784 met Anthony van den Santheuvel (1733-1793), burgemeester van Dordrecht
- Assendelft de Coningh, heer van Mijnsheerenland van Moerkerken (1747-1803), raad in de Vroedschap van Vlaardingen, schout van Mijnsheerenland van Moerkerken; trouwde in 1793 Cornelia Theodora van der Houven, vrouwe van Mijnsheerenland van Moerkerken (1771-1863)
  - Ary Dirk van Assendelft de Coningh (1794-1859), garde d'honneur
    - Hendrik van Assendelft de Coningh (1819-1875), luitenant-kololonel der Genie; trouwde in 1850 met zijn volle nicht Cornelia Theodora Johanna van Gennep (1819-1862), dochter van mr. Arnoldus van Gennep (1766-1846)
      - Mr. Adriaan Dirk van Assendelft de Coningh (1851-1923), burgemeester en publicist
      - Elisabeth van Assendelft de Coningh (1853-1924); trouwde in 1872 met Lodewijk Aegidius Walaardt Sacré (1841-1910), schout-bij-nacht titulair, lid Hoog Mililitair Gerechtshof

    - Cornelis Theodorus van Assendelft de Coningh (1821-1890), gezagvoerder ter koopvaardij, daarna cargadoor en reder te Amsterdam, letterkundige

  - Elizabeth van Assendelft de Coningh, ambachtsvrouwe van Mijnsheerenland van Moerkerken (1798-1880)
  - Agatha Anna van Assendelft de Coningh (1800-1867); trouwde in 1827 met mr. Arnoldus van Gennep (1766-1846), minister van Staat en van Financiën, voorzitter van de Eerste Kamer der Staten-Generaal

Geslachten die opgenomen zijn in het sinds 1910 verschijnende genealogische naslagwerk Nederland's Patriciaat. Lijst volgens opgave van het CBG Centrum voor familiegeschiedenis.
A · B · C · D · E · F · G · H · I · J · K · L · M · N · O · P · Q · R · S · T · U · V · W · Y · Z